# Non consommateur absolu
 (octobre 2016).
Si vous disposez d'ouvrages ou d'articles de référence ou si vous connaissez des sites web de qualité traitant du thème abordé ici, merci de compléter l'article en donnant les références utiles à sa vérifiabilité et en les liant à la section « Notes et références ».
 (octobre 2016).
- Si vous ne connaissez pas le sujet, laissez ce bandeau (vous pouvez alors contacter les auteurs).
- Si vous supprimez le contenu mis en cause (vous pouvez préalablement contacter les auteurs),

argumentez précisément cette suppression dans la page de discussion
(un manque de référence n'est pas un argument ; une recherche réelle de référence doit avoir été effectuée, être formellement documentée).
Un non consommateur absolu est, en marketing, un consommateur potentiel qui ne peut ou ne veut pas consommer le produit pour des raisons physiques, morales ou religieuses.
Les spécialistes marketing utilisent l'acronyme NCA pour les désigner.

## Différentes catégories d'acheteurs
- Le marché peut être structuré de la façon suivante : un marché est composé de consommateurs du produit et de non-consommateurs[2].
  - Parmi les consommateurs, on peut distinguer les consommateurs de l'entreprise et ceux des concurrents.
  - Parmi les non-consommateurs,
    - certains peuvent être amenés à consommer un jour le produit (les non-consommateurs relatifs),
    - d'autres non (les non-consommateurs absolus).

## Différents types de NCA
Les non-consommateurs absolus ne seront jamais acheteurs du produit
- pour des raisons éthiques : exemple achat d'armes
- pour des raisons religieuses : consommation de viande
- pour des raisons de santé : allergies, handicaps
- pour des raisons économiques...

## Les non consommateurs absolus de viande
Il y a plusieurs raisons d'être dans cette catégorie :
- raison religieuse : juif, musulman
- raison éthique ou idéologique : végétarien, refus de manger du cheval
- raison de santé : maladie, allergie
- raison de goût personnel

## Statistique française
Les NCA de viande sont :[réf. nécessaire]
- 9% à refuser de manger de porc
- 10% à refuser de manger du veau
- 16% à refuser de manger de l'agneau
- 18% à refuser de manger de lapin
- 39% à refuser de manger du gibier